# Natalya Ustinova
Natalya Ustinova (n. 22 decembrie 1944, Toshkent, Republica Sovietică Socialistă Uzbecă, URSS) este o înotătoare uzbecă, medaliată olimpică. A participat la 2 ediții ale Jocurilor Olimpice (1964, 1968) în care a câștigat o medalie de bronz.